# Sanktuarium św. Józefa oraz Klasztor Karmelitów Bosych w Wadowicach
Sanktuarium św. Józefa – zespół klasztorny karmelitów bosych oraz kościół św. Józefa znajdujące się w Wadowicach przy ul. Karmelickiej 22. Popularnie nazywany „Wadowicką Górką” lub klasztorem „na Górce”.
Ośrodek kultu św. Józefa, Matki Bożej Szkaplerznej oraz św. Rafała Kalinowskiego.

## Historia klasztoru i kościoła
Karmelici bosi osiedlili się w Wadowicach w 1892.
W latach 1897–1899 zbudowali z czerwonej cegły trzynawowy neoromański kościół oraz południowe skrzydło klasztoru. Kościół został konsekrowany 27 sierpnia 1899 przez ówczesnego ordynariusza diecezji krakowskiej księdza biskupa Jana Duklana Puzynę.
2 września 1899 klasztor został usamodzielniony i ogłoszony wikariatem, a w 1903 przeoratem, czyli klasztorem w pełni uformowanym. Pierwszym przeorem wybrano o. Jana Chryzostoma Lamosia. Trzy lata później zastąpił go o. Rafał Kalinowski.
W okresie międzywojennym budynek klasztorno-seminaryjny był dwukrotnie rozbudowywany. W 1928 o trzynaście metrów przedłużono skrzydło zachodnie klasztoru, a w latach 1934–1936 dla potrzeb prywatnego gimnazjum zbudowano nowy, obszerny budynek, podnosząc równocześnie całe zachodnie skrzydło o jedną kondygnację.
Po klęsce kampanii wrześniowej w 1939 Wadowice zostały wcielone do III Rzeszy. Pod koniec października budynek gimnazjum zajął niemiecki urząd celny. W lipcu 1942 zawiadomiono klasztor o przejęciu na własność Rzeszy budynków klasztornych i przyklasztornego gospodarstwa. 23 stycznia 1945 celnicy opuścili klasztor i budynek gimnazjum. Ich miejsce zajęły cofające się oddziały Wehrmachtu. Trzy dni później i one zostały zmuszone do opuszczenia miasta. Wcześniej jednak podminowały zabudowania klasztorne. Na szczęście przy pomocy saperów radzieckich miny zostały unieszkodliwione.

### Sanktuarium i pierścień papieski
19 marca 2004 słynący łaskami obraz św. Józefa został ozdobiony papieskim Pierścieniem Rybaka Jana Pawła II. W tym samym dniu kościołowi karmelitów bosych „na Górce” ówczesny arcybiskup metropolita krakowski kardynał Franciszek Macharski nadał tytuł sanktuarium św. Józefa.

### Niższe Seminarium
Przy klasztorze w latach 1892–2004 istniało Niższe Seminarium, zwane też Mniejszym. Wychowało około 250 kapłanów dla Karmelu, m.in. sługę Bożego Anzelma Gądka (1884–1969), bł. Alfonsa Marię Mazurka i świątobliwego duszpasterza chorych o. Rudolfa Warzechę (1919–1999).

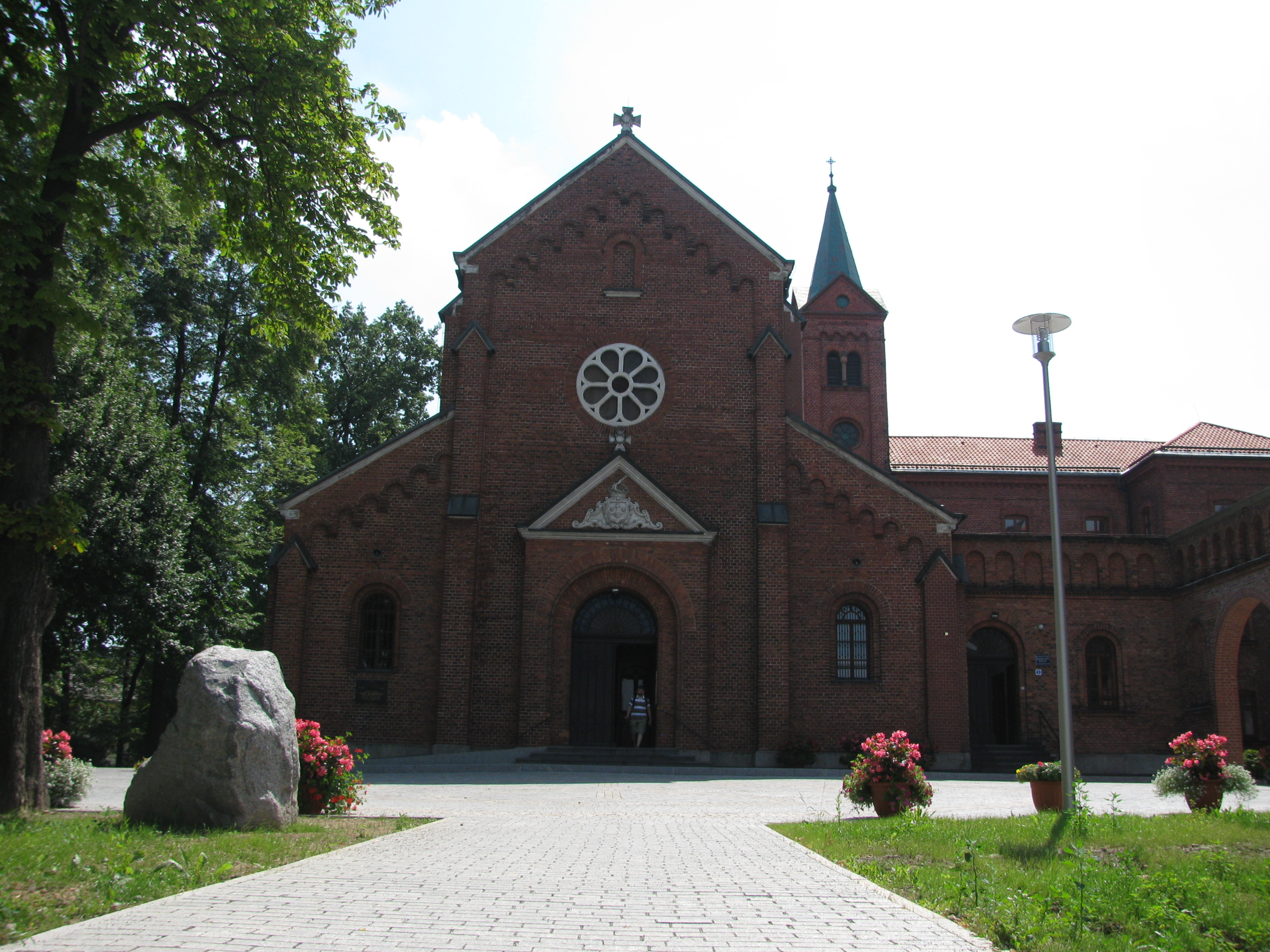
Kościół św. Józefa

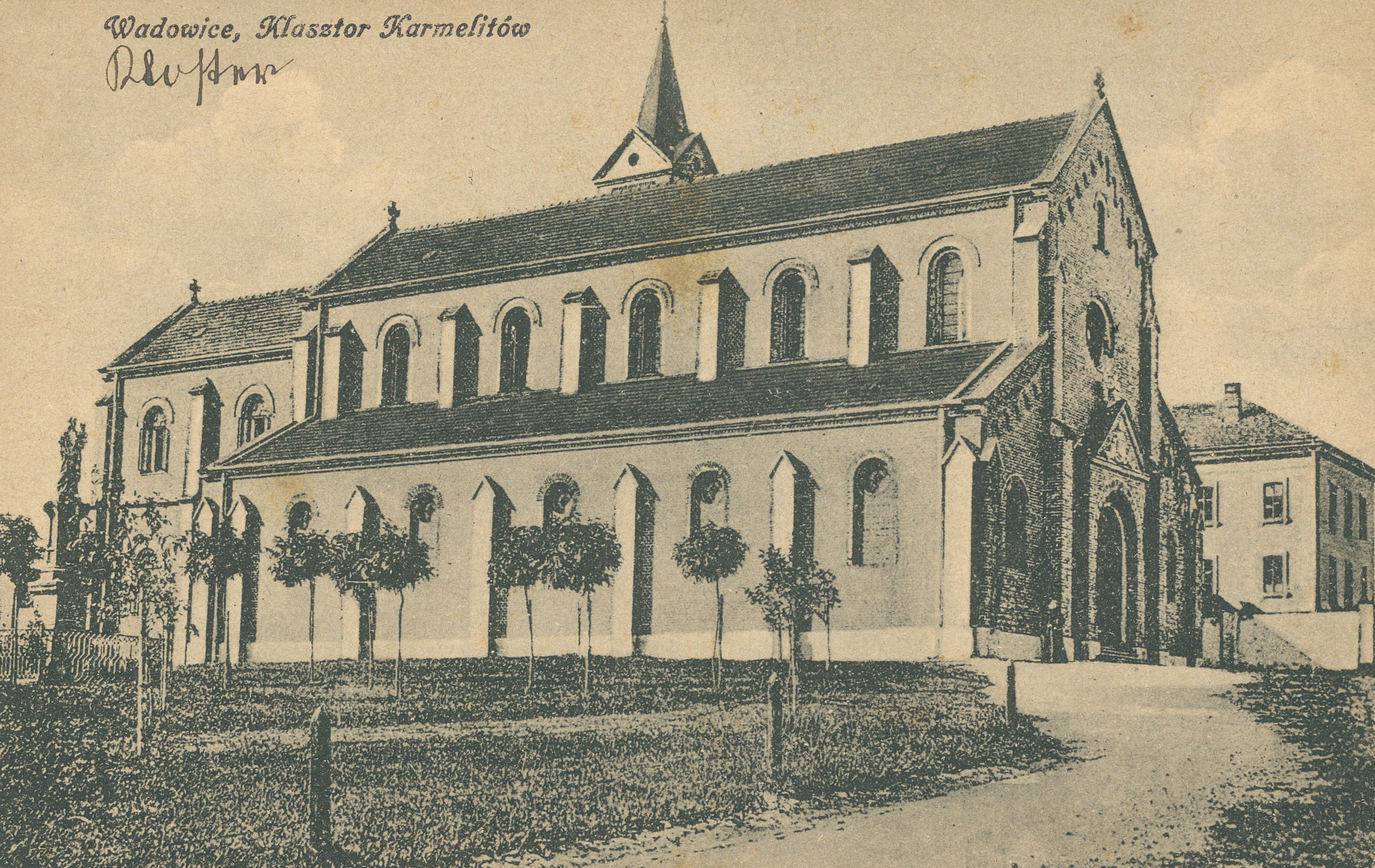
Kościół około 1918

## Relikwie
W sanktuarium znajdują się relikwie św. Rafała Kalinowskiego założyciela i pierwszego przełożonego klasztoru. Dostępna dla zwiedzających jest również cela, w której żył i umarł św. Rafał.
Natomiast w ołtarzu Matki Bożej Szkaplerznej znajduje się sarkofag z relikwiami bł. Alfonsa Marii Mazurka.

## Duchowni związani z „Wadowicką Górką”
- św. Rafał Kalinowski – powstaniec, sybirak, jeden z budowniczych klasztoru, przeor w latach 1892–1894, 1897–1898 i w 1906, kanonizowany 17 listopada 1991 przez Jana Pawła II
- bł. Alfons Maria Mazurek – jeden ze 108 polskich Męczenników II wojny światowej, prefekt i nauczyciel w Niższym Seminarium
- Jan Paweł II (Karol Wojtyła) – papież, w klasztorze „Na Górce” uczęszczał do spowiedzi i przyjął szkaplerz karmelitański
- Honorat Gil – historyk klasztoru i zgromadzenia Karmelitów bosych